# Samari (Simiri)
Samari ist ein Dorf in der Landgemeinde Simiri in Niger.

## Geographie
Das Dorf liegt am Rand des Trockentals Kori de Ouallam. Es befindet sich rund 26 Kilometer südöstlich des Hauptorts Simiri der gleichnamigen Landgemeinde, die zum Departement Ouallam in der Region Tillabéri gehört. Zu den Siedlungen in der näheren Umgebung von Samari zählen Bakomaka im Nordosten, Ouratondi im Südosten und Tondigamèye im Süden.
Es herrscht das Klima der Sahelzone vor, mit einer durchschnittlichen jährlichen Niederschlagsmenge zwischen 300 und 400 mm.

## Bevölkerung
Bei der Volkszählung 2012 hatte Samari 517 Einwohner, die in 56 Haushalten lebten. Bei der Volkszählung 2001 betrug die Einwohnerzahl 1065 in 105 Haushalten und bei der Volkszählung 1988 belief sich die Einwohnerzahl auf 1664 in 152 Haushalten.

## Wirtschaft und Infrastruktur
In Samari wird ein Wochenmarkt abgehalten. Mit einem Centre de Santé Intégré (CSI) ist ein Gesundheitszentrum im Ort vorhanden. Es gibt eine Grundschule. Diese war in den 1970er Jahren an einem groß angelegten Schulfernsehen-Projekt beteiligt, aus dem das erste nationale Fernsehprogramm der staatlichen Rundfunkanstalt ORTN hervorging.